# Velko Jotov
Velko Nikolaev Jotov, bolgárul: Велко Николаев Йотов; (Szófia, 1970. augusztus 26. –) bolgár válogatott labdarúgó.
A bolgár válogatott tagjaként részt vett az 1994-es világbajnokságon.

## Sikerei, díjai
Levszki Szofija
- Bolgár bajnok (2): 1992–93
- Bolgár kupa (2): (2): 1990–91, 1991–92